# El Tigre
El Tigre er en by i Venezuela. Indbyggertallet var 147.800 i 2001 og på 94.409 i 1990. Byen ligger i staten Anzoátegui i kommunen Simón Rodríguez og blev grundlagt 3. februar 1933. Borgmesteren i byen hedder Alberto Gago Betancourt (PSUV) og er fra partiet PSUV.